# Sobór Świętych Archaniołów Gabriela i Michała w Kiszyniowie
Sobór Świętych Archaniołów Gabriela i Michała – prawosławna cerkiew w Kiszyniowie, wzniesiona w 1806 r. i zburzona w 1955 r. W latach 1812–1836 sobór katedralny eparchii kiszyniowskiej, stąd potoczne określenie Stary Sobór.
Świątynia położona była przy bulwarze Grigore Vieru (historycznym Centralnym Promieniu, następnie bulwar Odrodzenia i prospekt Młodzieży).

## Historia
Pierwsza wzmianka o cerkwi znajdującej się na miejscu późniejszego soboru pochodzi z pierwszych dekad XVIII w. Znajdował się tam monaster będący filią jednego z klasztorów na ziemiach mołdawskich uznających jurysdykcję patriarchy jerozolimskiego, nosił on wezwanie św. Mikołaja. Został całkowicie zniszczony podczas walk w okolicach Kiszyniowa podczas wojny rosyjsko-tureckiej w 1739 r. W 1741 r. hospodar mołdawski Grzegorz Ghica II zezwolił serdarowi Lupu Năstase na odbudowę świątyni. Cerkiew została faktycznie odbudowana, lecz w krótkim czasie znowu uległa zniszczeniu.
W 1806 r. na miejscu cerkwi św. Mikołaja z fundacji Ioana i Feodora, synów protojereja Constantina Macărescu wzniesiono nową świątynię. Sześć lat później, gdy wskutek kolejnej wojny rosyjsko-tureckiej Besarabia została wcielona do Imperium Rosyjskiego, właśnie w nowej cerkwi Świętych Archaniołów Gabriela i Michała mieszkańcy Kiszyniowa złożyli carowi Aleksandrowi I przysięgę wiernopoddańczą. Cerkiew otrzymała status soboru katedralnego nowo powołanej eparchii kiszyniowskiej i pozostawała nim do wzniesienia i wyświęcenia nowego soboru Narodzenia Pańskiego w Kiszyniowie, konsekrowanego w 1836 r. W 1818 r. w soborze gościł car Aleksander I podczas oficjalnej wizyty w Besarabii. Do soboru uczęszczali przebywający w mieście rosyjscy wojskowi i urzędnicy, wśród spowiadających się w 1822 r. odnotowano Aleksandra Puszkina. Po oddaniu do użytku liturgicznego nowego soboru katedralnego cerkiew Świętych Archaniołów nazywano potocznie Starym Soborem.
W sąsiedztwie obiektu sakralnego znajdowała się oficjalna rezydencja biskupa, w której żył pierwszy ordynariusz eparchii kiszyniowskiej metropolita Gabriel. Następnie urządzono w tym budynku muzeum historii Cerkwi. W innym budynku sąsiadującym z soborem metropolita Gabriel założył w 1814 r. drukarnię, która do 1870 r. publikowała książki w języku rumuńskim (mołdawskim). W 1902 r. sobór został gruntownie odremontowany. Odnowiono ikonostas i tablicę fundacyjną w przedsionku świątyni.
Sobór został zniszczony w 1955 r. Do 1965 r. rozebrano również sąsiadujący budynek muzeum. Na jego miejscu wzniesiono kino, następnie zaadaptowane na klub nocny i teatr noszący obecnie imię Eugène’a Ionesco.

## Architektura
Sobór był świątynią jednowieżową, jednonawową, stanowił dokładną kopię cerkwi Wszystkich Świętych w Jassach. W jego wnętrzu znajdował się trzyrzędowy ikonostas.